# Bayrampaşaspor
Bayrampaşaspor ist ein türkischer Fußballverein aus Istanbul. Bayrampaşaspor wurde im Jahr 1959 gegründet; ihre Heimspiele tragen die Grün-Roten im Çetin Emeç Stadı aus. Ursprünglich wurde der Verein als Sağmalcılar Gençlik Spor Kulübü gegründet, am 23. August 1969 erfolgte die Umbenennung auf den heutigen Namen.

## Ligazugehörigkeit
- 3 Liga: 1984–1994, 2012–2016, 2018–2019
- 4. Liga: 2009–2012, 2016–2018, 2019–
- Regionale Amateurliga: 1994–2009

## Trainer (Auswahl)
- Mehmet Atila Özcan
- Murat Şenvardar
- Tunahan Akdoğan
- Taşkın Güngör
- Ergun Ortakçı
- Bülent Demirkanlı
- Murat Şenvardar
- Bülent Yenihayat
- Mutlu Kaya
- Halim Okta
- Engin Çalışır
- Sinan Bayraktar

## Präsidenten (Auswahl)
- Şafak Aydın Silin
- İsmail Hocaoğlu